# Der Pfiffigste
Der Pfiffigste ist ein Märchen (AaTh 884). Es steht in Johann Wilhelm Wolfs Deutsche Hausmärchen an Stelle 35.

## Inhalt
Ein Kaufmannssohn nimmt in London eine schöne Frau, die da ihre Mutter pflegt. Er handelt gut. Ein neidischer Kollege wettet mit ihm um sein Vermögen, sie werde untreu, wenn er unterwegs ist. Er geht darauf ein und weiht seine Frau ein. Der Neider besticht eine Magd, ihn in einer Kiste in ihr Schlafzimmer zu schmuggeln. Durch ein Loch sieht er, dass sie ein Muttermal und eine krumme Zehe hat und klaut einen Ring. Als der Gute heimkommt, lacht man ihn aus. Er verprügelt seine Frau und geht als Soldat nach Dänemark. Sie sucht ihn als Mann verkleidet, heilt als Truppenarzt alle Soldaten und reist unerkannt mit ihm heim. Sie wettet mit dem Neider, wer „das pfiffigste Stücklein“ geleistet hat. So erfährt ihr Mann die Wahrheit und der Neider muss gehen.

## Herkunft
Der Titel Der Pfiffigste ist bei Wolf nicht mit einem Sternchen (*) versehen, was laut seiner Vorrede anzeigt, dass er selbst den Text ausarbeitete. „Pfiffig“ heißt schlau. Vgl. Wolfs Die getreue Frau, Boccaccios Decameron II,9 Frau Ginevra Lomellino, zum Truhenversteck auch Sraparolas Erminione (Ergötzliche Nächte, 7). Die Frau in Männerkleidern gibt es in verschiedenen Märchen, siehe Basiles Der Knoblauchwald, Grimms Die zwölf Jäger, Bechsteins Siebenschön und andere.

## Interpretation
Verena Kast bemerkt, wie die Neider sich in ihrer Lebenssituation beruhigen wollen, da sie keine Liebesheirat wählten. Eine solche bedarf schließlich einer aktiveren Treue der Frau. Sie lebt ihre männliche Seite, erinnert aber auch ihren schon eingangs gezeigten Bezug zum mütterlich Heilenden.